# Hanhushi
Hanhushi est une petite île inhabitée des Maldives.

## Géographie
Hanhushi est située au Sud des Maldives, au Nord-Ouest de l'atoll Hadhdhunmathi, dans la subdivision de Laamu. 